# فراس الدحيان
فراس هلال الدحيان مواليد 30 يناير 2006 في السعودية، هو لاعب كرة قدم سعودي يلعب لنادي الحزم.